# Jeremy
«Jeremy» — пісня американського рок-гурту Pearl Jam, третій сингл з дебютного альбому Ten.

## Історія створення
Авторами пісні є бас-гітарист Pearl Jam Джеф Амент та вокаліст Едді Веддер. Веддер написав текст під враженням від інциденту, що стався 8 січня 1991 року, коли учень школи Richardson High School Джеремі Вейд Делл застрелив себе на уроці англійської мови на очах у вчителя та інших учнів. Веддер був вражений цією трагедією, але також згадав, що під час його навчання в Сан-Дієго один з учнів також прийшов у школу зі зброєю. Таким чином, пісня була написана і про загиблого Джеремі, і про знайомого Веддера, на ім'я Браян.
Коли Веддер показав текст музикантам, бас-гітарист Джеф Амент вирішив покласти його на одну з двох мелодій, що він написав на акустичній гітарі та збирався зіграти на 12-струнному басі. «Jeremy» потрапила до демоверсії, записаної на початку 1991 року, але після цього зазнала деяких змін. Зокрема, під час запису дебютного альбому Ten до неї додали партію віолончелі, а також разом з продюсером Ріком Парашаром створили напівакустичні фрагменти для вступу та закінчення пісні.

## Вихід пісні
«Jeremy» увійшла до дебютного альбому Pearl Jam Ten, що вийшов 27 серпня 1991 року. Після перших двох синглів «Alive» та «Even Flow» було вирішено випустити сингл та зняти відеокліп на «Jeremy», бо пісня стала популярною серед шанувальників.
Сингл вийшов влітку 1992 року і став одним з найбільш успішних серед всіх пісень з Ten. Пісня «Jeremy» потрапила на п'яте місце в чартах Billboard Mainstream Rock та Alternative Airplay. Також згодом цей сингл став найбільш продаваним на альбомі, в 1999 році отримавши «золоту сертифікацію» RIAA із понад пів мільйоном проданих примірників.

## Відеокліп
Знайомий музикантів фотограф Кріс Каффаро почав працювати над відеокліпом, записуючи кадри концертних виступів гурту. Лейбл відмовлявся виділяти бюджет на цю пісню, тому Каффаро довелося продавати власні гітари та позичати гроші у друзів. Бюджет кліпу склав 20 тисяч доларів. Коли справа дійшла до редагування відео, популярність Pearl Jam вже була досить високою, тому на лейблі вирішили змінити концепцію і відмовились використовувати це відео.
Замість Каффаро Epic Records запросили іншого режисера Марка Пелінгтона, виділивши 400 тисяч доларів на фільмування. Пелінгтон був відомий своєю співпрацею з U2 та іншими великими рок-гуртами, і спочатку відмовлявся братись за проєкт. Лише після ознайомлення з текстом та історією його появи він погодився. Під керівництвом Пелінгтона в середині червня 1992 року в Німеччині було знято більш концептуальний кліп, де більшу увагу було прикуто до історії хлопчика, а не до облич музикантів.
Відео на пісню «Jeremy» майже одразу стали транслювати на музичному каналі MTV. Попри шалену популярність, кліп став досить контроверсійним через зміни, внесені телевізійниками. Щоб не показувати кадри насильства, редактори вирізали фрагмент, в якому хлопчик вставляє пістолет собі в рота. Проте фрагменти з закривавленими стінами залишись без змін, через що складалося враження, нібито головний герой вбив інших учнів, а не себе. Музиканти Pearl Jam залишились настільки незадоволеними рішенням MTV, що протягом наступних шести років відмовлялись знімати інші відеокліпи.

## Історичне значення
Попри суперечливий характер відео, кліп на пісню «Jeremy» приніс Pearl Jam перемогу в чотирьох номінаціях щорічної премії MTV Video Music Award в категоріях «Відео року», «Найкраще відео гурту», «Найкраще відео в жанрах метал та хард-рок» та «Найкраща режисура». Окрім цього Pearl Jam отримали дві премії «Греммі» за найкращу рок-пісню та найкраще хард-рокове виконання.
В кінці дев'яностих MTV включили кліп «Jeremy» в список 100 найкращих музичних відео всіх часів. В журналі Rolling Stone пісня потрапила до списку «100 найкращих поппісень». «Jeremy» неодноразово потрапляла до рейтингів кращих пісень Pearl Jam, а у 2014 році очолила подібний список, складений редакторами сайта Diffuser.fm. На думку Майкла Галуччі, «Jeremy» зробила Pearl Jam одним з найкращих гуртів альтернативного року, і до того ж добре зображала основні переваги творчості Pearl Jam: «гучні заяви, ще гучніші гітари, класичний хук та фірмове завивання та ричання вокаліста».